# Myōjin
Myōjin (明神, « divinité resplendissante », « divinité révélatrice » ou « divinité manifeste, ») ou daimyōjin ( 大明神, « divinité importante et resplendissante/révélatrice ») était un titre donné aux divinités japonaises (kamis) (shintoïsme) et, par métonymie, à leurs sanctuaires.
Ce terme dérive du titre myōjin (名神, « divinité importante »), octroyé par la maison impériale aux kamis réputés pour leurs pouvoirs impressionnants et leurs vertus, ainsi que pour leurs sanctuaires et leurs cultes,,. L'utilisation la plus ancienne de ce terme provient du Shoku Nihongi, lorsque sont mentionnées les offrandes du royaume de Bohai (Balhae) faites aux sanctuaires (名神社, myōjin-sha) de chaque province en l'an 730 (ère Tenpyō).
L'utilisation d'un homophone épithète avec le titre impérial de « divinité resplendissante/manifeste » (écrit avec des caractères chinois différents) était courante durant l'époque de Heian et cela jusqu'à l'époque d'Edo, Il existait également des titres ayant des connotations bouddhiques plus explicites tels que gongen (権現, « incarnation ») ou daibosatsu (大菩薩, « grand bodhisattva »).

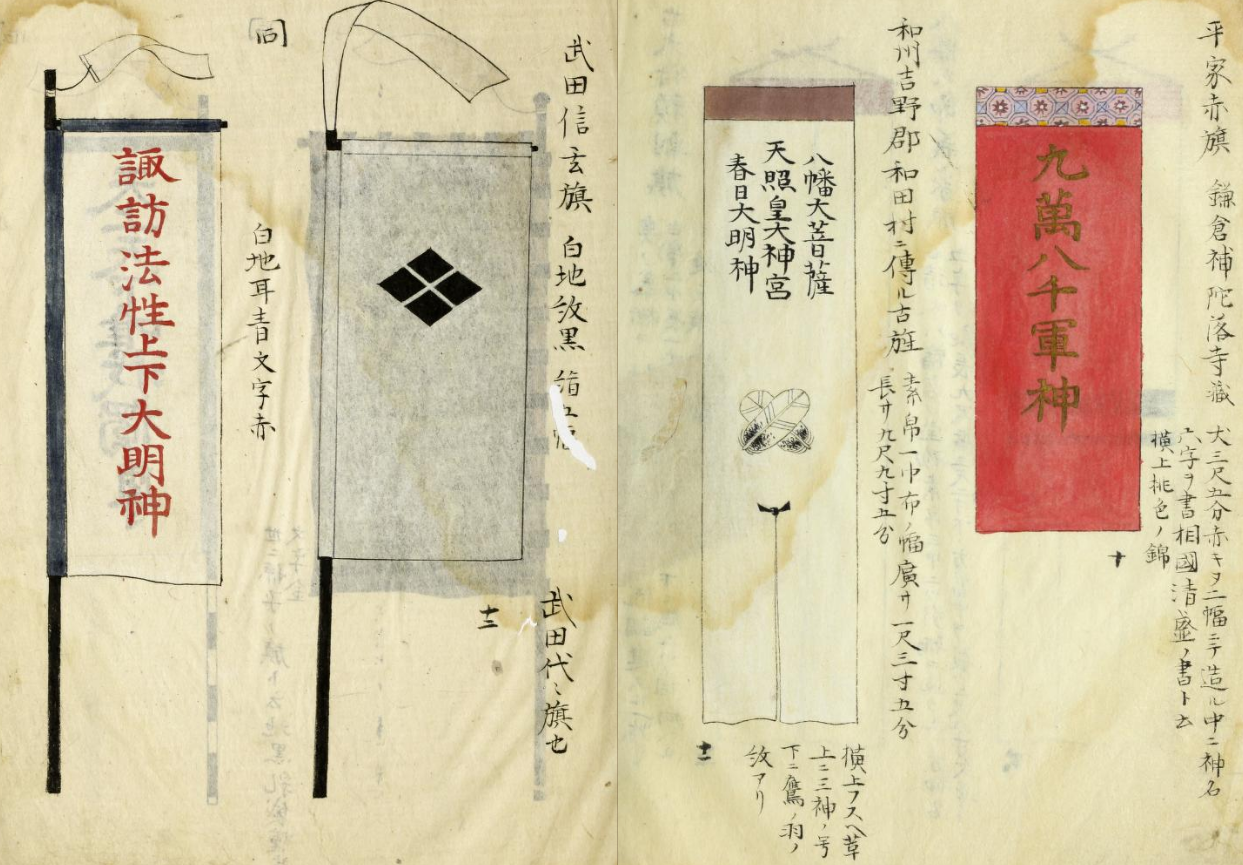
Représentation des bannières de guerre du clan Taira (droite) et Takeda Shingen (gauche).
La bannière la plus à gauche (blanche avec des bordures bleues et des écritures rouges) porte l'inscription Suwa hosshō-kamishimo-daimyōjin (諏訪法性上下大明神), tandis que la deuxième bannière à partir de la droite (blanche avec des écritures noires), a pour légende Ise daijingū (伊勢大神宮) et porte l'inscription Hachiman daibosatsu (八幡大菩薩) et Kasuga-daimyōjin (春日大明神).

L'usage le plus ancien du terme « divinité resplendissante/manifeste » a par exemple été relevée dans le Sumiyoshi-taisha Jindaiki (住吉大社神代記, les écrits du grand sanctuaire Sumiyoshi contant l'Âge des dieux, compilés en 731) lorsque sont cités les trois divinités shinto de Sumiyoshi (en) Sumiyoshi-daimyōjin (住吉大明神), et le Nihon Sandai Jitsuroku (achevé en 901) lorsqu'il est fait référence à Matsuo-daimyōjin (松尾大明神).
À l'origine, ce titre ne semblait pas porter les connotations bouddhiques qu'on lui attribue aujourd'hui. En effet, le lien entre daimyōjin et le concept de honji suijaku (c'est-à-dire selon lequel les kamis natifs seraient en fait la manifestation des divinités bouddhistes) est renforcé par la citation apocryphe du Bouddha dérivée du Karuṇāpuṇḍarīka-sūtra (悲華經, « La compassion du sutra du Lotus » ; en japonais : Hikekyō),. Cependant, même si elle est mentionnée dans de nombreux travaux médiévaux, elle ne figure pas dans le véritable texte du sutra : « Après que je sois entré dans le Nirvana, lors des Derniers Jours de la Loi (en), j'apparaitrai tel une grande divinité resplendissante/manifeste (大明神) et sauverai tous les êtres sensibles. »
Jusqu'au début de la période moderne, l'usage de titres tels que myōjin ou gongen, pour désigner les divinités et leurs temples, était tellement courant que ces divinités étaient rarement désignées par leurs vrais noms. Par exemple, le dieu du sanctuaire de Kashima et le sanctuaire lui-même étaient connus sous le nom de « Kashima-daimyōjin » (鹿島大明神), de même, la divinité résidant dans le grand sanctuaire Suwa était appelée « Suwa-(dai)myōjin » (諏訪(大)明神) (cf. Hachiman-daibosatsu (八幡大菩薩) ou Kumano-gongen (熊野権現)). Ainsi, après sa mort, Toyotomi Hideyoshi a été déifié sous le nom de « Toyokuni-daimyōjin » (豊国大明神),.
Sous le shintô Yoshida, l'attribution de rangs et de titres comme myōjin fut institutionnalisée, la secte distribuait des certificats d'autorisation aux sanctuaires en échange d'honoraires,. La secte considérait ce titre comme étant plus important que le titre bouddhique gongen utilisé publiquement au sein de la secte du honji suijaku inversé.
Lorsque le gouvernement Meiji a officiellement séparé le shintoïsme du bouddhisme, les sanctuaires avaient pour usage officiel des titres et une terminologie portant des connotations bouddhiques, par exemple, (dai)myōjin, (dai)gongen ou daibosatsu. L'usage de ces termes a plus tard été aboli et déconseillé, toutefois encore aujourd'hui, l'usage populaire veut que l'on se réfère à certaines divinités et sanctuaires comme (dai)myōjin (voir le Kanda-myōjin à Chiyoda, Tokyo, qui abrite l'esprit vengeur de Taira no Masakado).